# سیدلر، نفت‌چاله
سیدلر (به ترکی آذربایجانی: Seyidlər) یک منطقه مسکونی در جمهوری آذربایجان است که در شهرستان نفت‌چاله واقع شده است.